# シアヌークビル
シアヌークビル（クメール語: ព្រះសីហនុ、英語: Sihanoukville）は、カンボジア南部のタイランド湾（コンポンソム湾）に面した港湾都市。市名は前国王ノロドム・シハヌークにちなむ。日本の外務省の表記及び現地カンボジア人の呼称は、シハヌークビルである。
コンポン・ソム (Kampong Som または Kampong Saom) という名でも知られる。
2012年の人口は10万856人で、同国7位。

## 概要
シアヌークビルは、1964年に建設が始まった。現在に至るまで、カンボジアで唯一、大深度岸壁を備える深水港を有する。首都プノンペンなどとは鉄道で結ばれている（#交通も参照）。フランス植民地時代のカンボジアには海に面した国際貿易港はなく、最大の港湾はプノンペン近郊のトンレサップ川に沿った河港であり、大きな船は立ち寄れなかった。また南部の海沿いにあるカンポットは外洋船が立ち寄れる港であったが、やはりプリーエック・タエック・チュー川を5キロほどさかのぼった河港であり、ここも大きな貨物船は立ち寄れなかった。当時の植民地政府は同じフランス領インドシナの一部であるサイゴンの港を使うことで事足りるとしていたが、1953年に独立したカンボジアではベトナム領ではない独自の港湾の必要性が高まった。カンボジア各地の候補地の中から選ばれたのが、コンポンソム湾の入り口にある当地であり、1955年からフランスとカンボジアの共同出資で埠頭の建設が始まり1960年に開港した。ベトナム戦争時には軍需物資の輸入で重要な港となった。
その後のカンボジア内戦で開発は頓挫し、手付かずの自然が多く残ることになってしまったが、近年になってリゾートとして脚光を浴びることになり、観光地化が進んでいる。特に中国資本による観光開発、オンラインカジノを中心とするカジノ、中国人観光客・労働者の流入とそれを受け入れるためのホテルや不動産開発が2016年頃から盛んになった。だが、カンボジア政府が2019年8月に表明したオンラインカジノ違法化規制によってバブルがはじけ、激しい社会変動に見舞われている。

## 地勢
シアヌークビルは手の平を縁取ったような形の砂浜に周囲を取り囲まれ、南と西の沖合には原始的な熱帯林の残る島々が浮かんでいる。ビーチはシアヌークビルの西を縁取るように並んでいて、北から南へ順にヴィクトリービーチ、Lamherkay Beach、Koh Pos Beach、インディペンデンスビーチ、ソカビーチ、セレンディピティビーチ、オーチュティールビーチと名付けられている。このうち最も人気があるビーチがオーチュティール、ソカ、インディペンデンス、ヴィクトリーである。観光地として、ダイビングやシュノーケリング、釣りなどが許可されている。

### オーチュティールビーチとセレンディピティビーチ

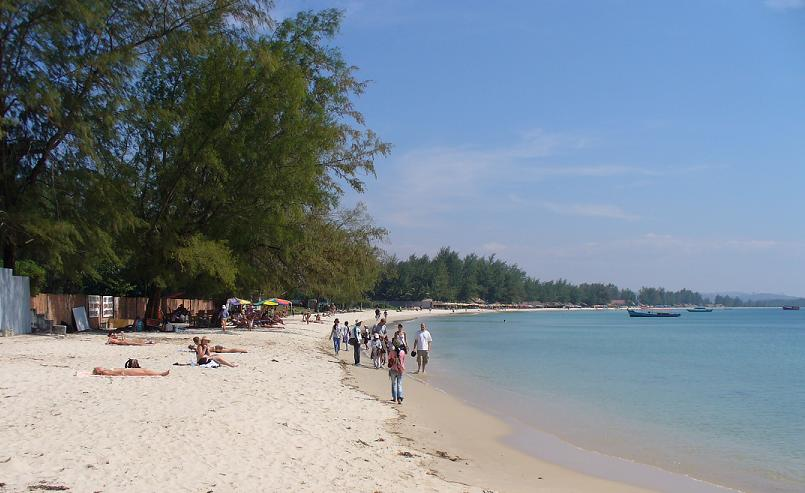
セレンディピティビーチ。

オーチュティールビーチ (Ochheuteal Beach) は長くて狭い筋のようなビーチであり、モクマオウの木やガラスの日傘、レンタルいす、飲み物を売る小さな屋台が並んでいる。北の端はセレンディピティビーチ (Serendipity Beach) となる。セレンディピティビーチには、フルムーンの記念旅行の団体向けに、ビーチのすぐそばに小さなゲストハウスの部屋もある。ただし、このエリアは大きな石が多く、泳ぐには不向きである。

### ソカビーチ
ソカビーチ (Sokha Beach) はセレンディピティビーチのすぐ西にある。このビーチは私有地であり、カンボジアで最初の高級ビーチホテルである。ソカビーチには広い白い砂浜がある。

### インディペンデンスビーチ
インディペンデンスビーチ (Independence Beach) はソカビーチの西隣にある。このビーチの名前は昔のインディペンデンスホテル (Independence Hotel) にちなむ。このビーチは広く砂もきれいである。このビーチの北の端にはインディペンデンスホテルと Koh Pos Beach があり、沖合わずか800mのところに小さい島がある。Koh Pos Beach の水の中は岩場が多い。

### ヴィクトリービーチ
ヴィクトリービーチ (Victory beach) はシアヌークビル半島の最も北にある。元々とはバックパッカーが好んで来るようなビーチであった。今日でも安上がりの旅行先として人気がある。このビーチの北の端には、大深度海港がある。ヴィクトリービーチの南には、Lamherkey Beach と呼ばれる砂浜があり、ここには Hawaii Seaview Restaurant がある。ここは、1950年代にカンポンソム新港を建設するために、フランス人とカンボジア人の建設チームが基礎を置いた場所である。このビーチには付近の島までのボート乗り場がある。

### 付近の島
コッ・ルセイ（ルセイ島、Bamboo Island）には宿泊施設が存在する。
Soon Nail 島（マッシュルームに似ていることから Magic Island とも呼ばれる）には蛇使いの部族が経営するホテルがオープン予定である。桟橋も完成し、ホテルやレストランもほとんど完成している。

#### Rong 島
Rong 島はシアヌークビルの西に浮かぶ。この島の南西部には5kmにわたって延びるビーチを持つ。この島の東南部には真水が湧き出る場所があり、漁民が定住する。

#### Rong Sanloem 島
Rong Sanloem 島は Koh Rong 島よりもう少し小さい島であり、その南にある。東の海岸にはビーチがあり、大きなハート型の入り江では貝類の養殖をしており、北の海岸線はRong島の目の前である。

#### Tang 島
Tang 島はシアヌークビル本土の海岸線からはかなり離れたところにある。陸軍の前哨拠点が存在する。

## 交通

### 港

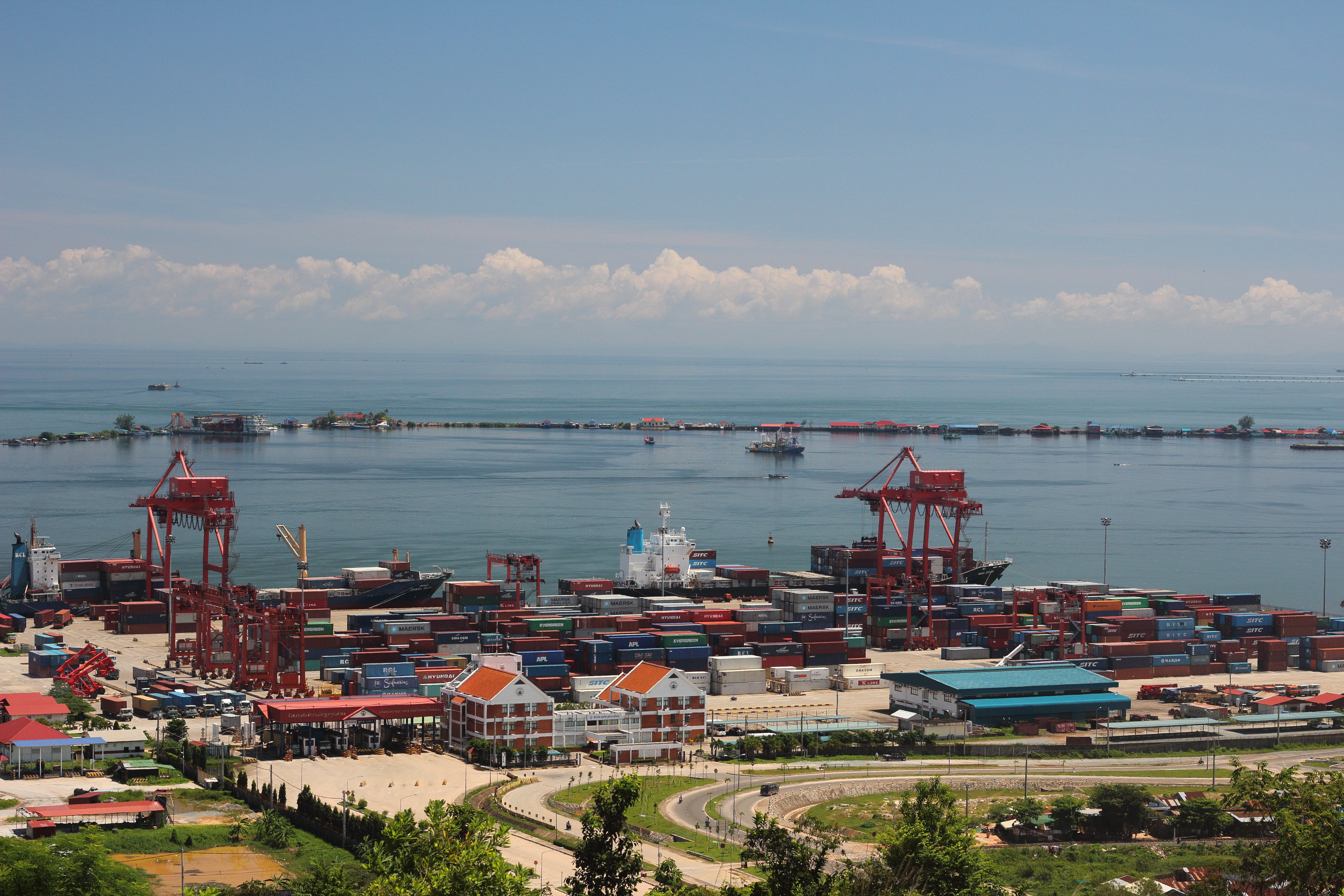
シアヌークビル自治港

海に面したカンボジア唯一の国際港湾であるため1990年代後半から活発な開発が行われ、海上コンテナ取扱量が増加している。施設建設を支援するため日本の有償資金協力や円借款も数度実行された。シアヌークビル港湾公社は2017年5月8日、カンボジア証券取引所に上場して株式の25％を売り出し、そのうち半分を日本の国際協力機構 (JICA) が取得した。カンボジアへの影響力拡大を狙う中国に対抗する措置であった。
かつてはココンまで高速船が運航されていたが、道路の改修工事によりバスが運行されるようになった。

### 道路
- 国道4号線（英語版）

### 鉄道
1960年代にプノンペンからの鉄道が建設されたが、その後の内戦により荒廃、2002年に運行が停止されていた。しかし大規模な改修工事を経て2013年より貨物輸送を再開、2016年4月から旅客輸送も再開された。

### 空港
- シアヌークビル国際空港

## 放送局
| 周波数   | 局名                          |
| 92.0MHz  | Radio Bayon FM                |
| 94.5MHz  | フランス国際放送 (フランス語) |
| 100.5MHz | スウィートFM                  |

- 局横の括弧がない局は、現地語で放送

## 姉妹都市
- シアトル、アメリカ合衆国